# Semaeomyia gayi
Semaeomyia gayi är en stekelart som först beskrevs av Maximilian Spinola 1851.  Semaeomyia gayi ingår i släktet Semaeomyia och familjen hungersteklar. Inga underarter finns listade i Catalogue of Life.